# A Miskolci Takarékegylet egykori épülete
A Miskolci Takarékegylet egykori épülete a Széchenyi utca 59-61. szám alatt áll. Az utcafronton tíztengelyes, egyemeletes épülete 1875–1880 között épült.

## Története
Miskolcon 1871-ben alapították a „Miskolczi Iparos Önsegélyző Filléregylet”-et, amelynek „czélja a részletek után befizetendő díjakból tőkét gyűjteni a végett, hogy az egyleti tagok saját és családjok jövője lehetőleg biztosíttassék, az iparosok érdekei előmozdíttassanak, azok haladása és művelődése eszközöltessék, a véletlen szerencsétlenség által sújtottak, elnyomorodottak, vagy gyám nélkül maradt szegény árvák s özvegyek segélyeztessenek, helybeli iparszaktanodák támogattassanak, egyszóval az ügylet rendben kijelölt üzletágak gyakorlása által Miskolczon az ipar előmozdíttassék egyszersmind - a szegényebb iparos osztálynak megtakarított összege biztos elhelyezésre alkalmat nyújtva, benne a takarékosság szelleme ébresztessék”. Az egyletet 6500 forintos alaptőkével, tíz évre hozták létre. Alaptőkéjük öt év alatt megötszöröződött, és nevük 1876-ban „Miskolczi Takarékegylet"-re változott. Ekkor határozták el székházuk felépítését, ami 1875–1880 között meg is valósult a Széchenyi utcán. A Takarékegylet végül 1911-ben beolvadt a „Miskolczi Takarékpénztár”-ba. Az épület egyemeletes, tíztengelyes kiképzést kapott, a homlokzaton felirat jelezte, hogy ez a MISKOLCZI TAKARÉKEGYLET. A földszinten üzlethelyiségeket építettek ki, ízlésesen kialakított portálokkal. A kapubejárók a terveken egyenes záródásúak voltak, de valószínűleg félköríves zárással valósították meg. Az emeleti rész jelentős mértékben megőrizte eredeti kinézetét. Az 1950-es években a feliratot leverték, a középső szakasz fölötti kiemelt, timpanonos hatású tetőrészt is megszüntették, a földszinti üzletportálok pedig folyamatosan változtak. A házban különböző, gyakran változó boltok működtek: drogéria, varrógépüzlet, fényképész műterem, rádió-csillárbolt stb. Az 1950–60-as évektől a bal oldali üzlethelyiségben villamossági szaküzlet, a két kapu közötti részen pedig Csemege fűszerüzlet-ABC helyezkedett el. A rendszerváltás után a villamossági bolt helyén bőrdíszmű üzlet működött, az élelmiszerbolt helyén pedig egy fotócikkeket árusító cég nyitott boltot. Ez később egyetlen portálra zsugorodott, számítástechnikai és mobiltelefonos bolt, és egy szórakozóhely lejárója is helyet kapott mellette.

## Leírása
Az egyemeletes épület 3+4+3 axisú, a kapubejárók a két szélső traktus harmadik tengelyében helyezkednek el. A földszinti és az emeleti részt határozott osztópárkány választja el a homlokzat teljes hosszában. A hármas és a négyes osztású részeket lapos lizénák választják el egymástól, amivel a középső rész rizalitszerűnek tűnik. A szélső szakaszok könyöklőpárkánya alatt lapos, törtvonalú, sarkain cseppdíszes, kötényszerű vakolatdíszek vannak, míg a középső ablakok alatti részt baluszteres tömbök díszítik. Az emeleti ablakok félköríves záródásúak, keretelésük a két szélső hármas egységben egyforma, a középső négy ezektől díszesebb. Az osztópárkányról induló keretsávokat fölül keskenyebb, egyenes párkányok zárják, amelyeket díszes konzolok tartanak. Díszes kiképzést kaptak az ívháromszögek is, rozettás, bimbós csokrok helyezkednek el bennük. A szemöldökpárkányok pálcákból és lemezekből álló timpanonos zárásúak, a középső négy ablak fölött, a timpanonok tükrében virágos pajzsdíszeket helyeztek el, és ezek két oldalán akasztusszal kombinált gyermekalakok jelennek meg. A két szélső ablakhármas fölötti timpanon foltja üres, alattuk puttófejes szemöldökfríz látható. A két kapubejáró félkörívében figyelemre méltók a remek kovácsoltvas rácsok. 
Az épület a főutcán kelet-nyugati fekvésű, homlokzata délre néz. Nagyjából középtájon van egy egyemeletes, L alakú északi nyúlványa, amelybe a 61. szám kapuján lehet bejutni. Lakások, irodák vannak benne, amelyek az északi végén elhelyezkedő lépcsőházon át lehet feljutni, az emeleti részt függőfolyosón lehet megközelíteni. A ház nyugati végéhez is kapcsolódik két oldalon egy-egy északi irányban húzódó földszintes épület, amik nem is annyira udvart, mint inkább egy keskeny közt alkotnak. A két udvart északon egy-egy kovácsoltvas kapu zárja le. 
Az épület üzlethelyiségeiben a 2010-es évek végén dohányüzlet, pénzváltó és egy vendéglátó egység portáljai helyezkednek el. Az udvari részeken fogadót, éttermet és más üzleteket nyitottak. 

## Képek

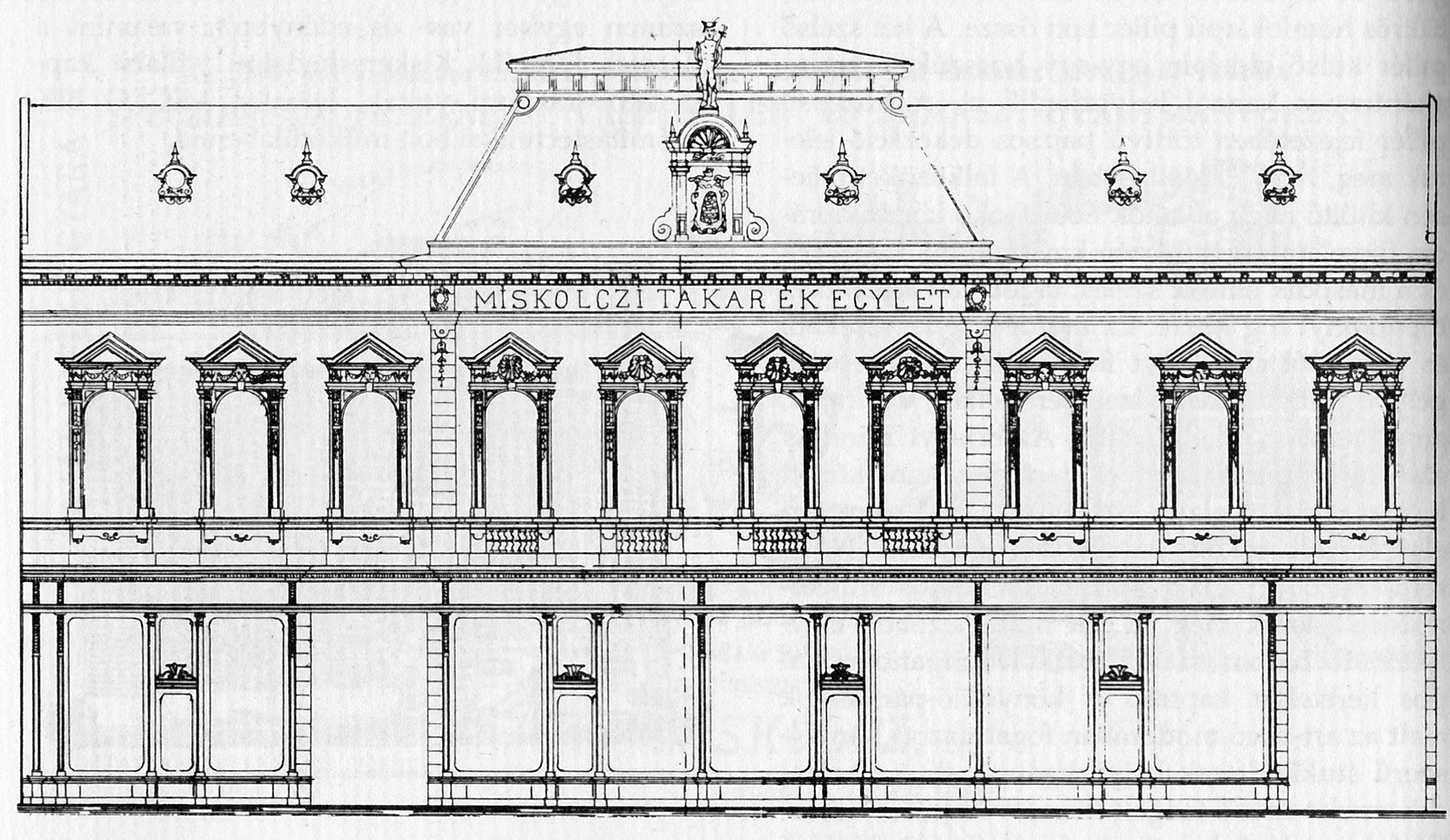
Az épület homlokzati terve
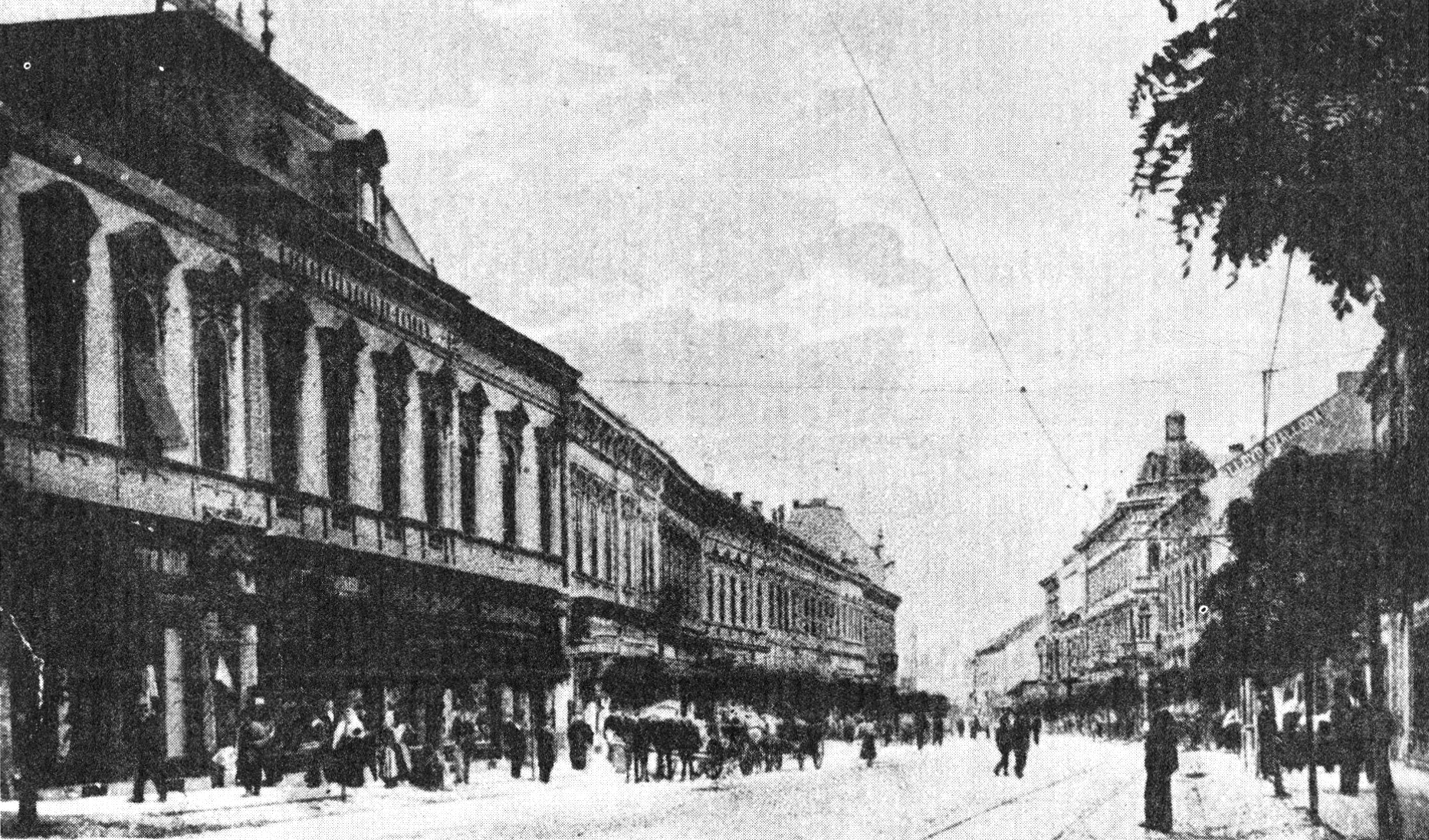
1902-es fénykép a házról
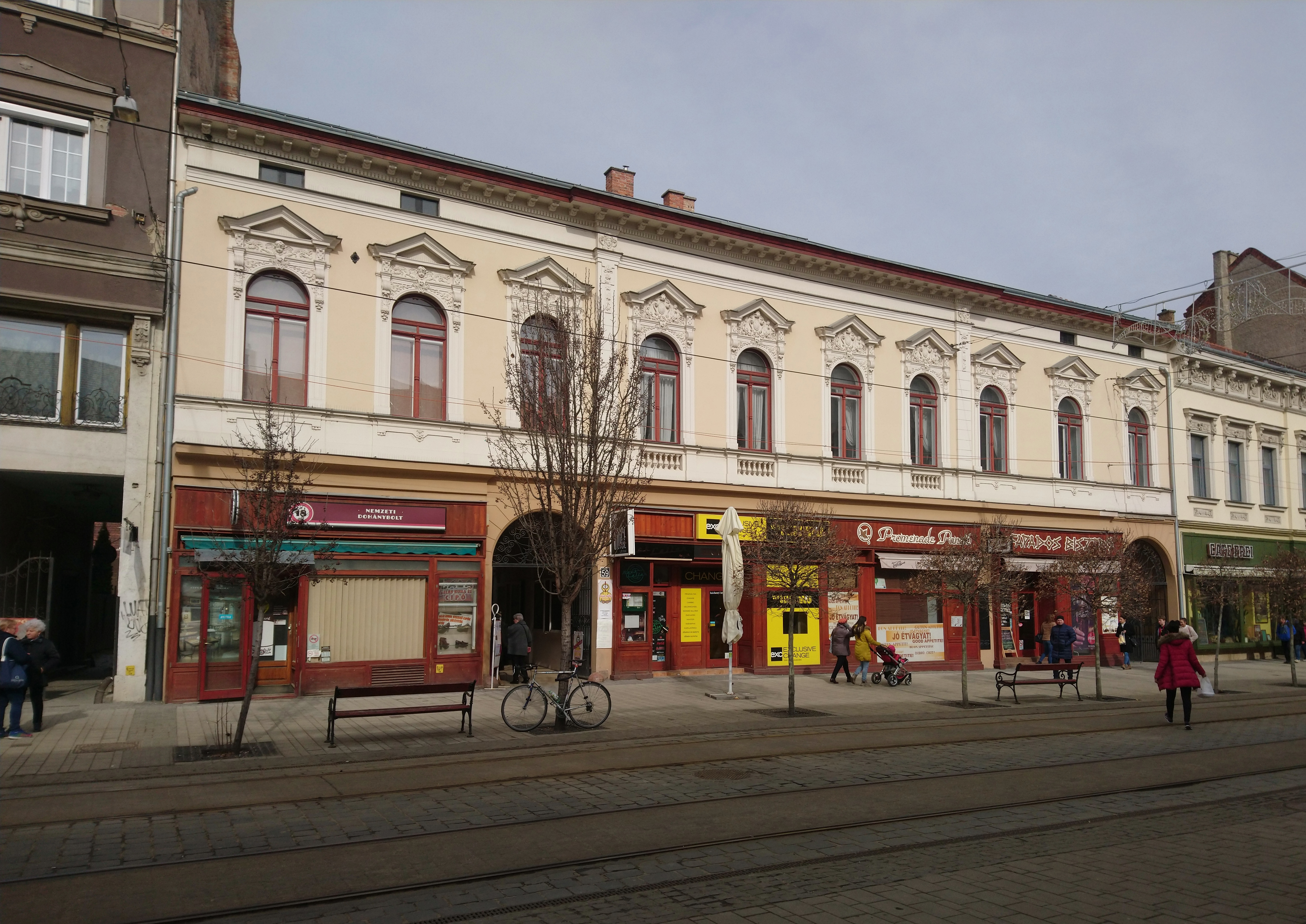
Az épület 2019-ben
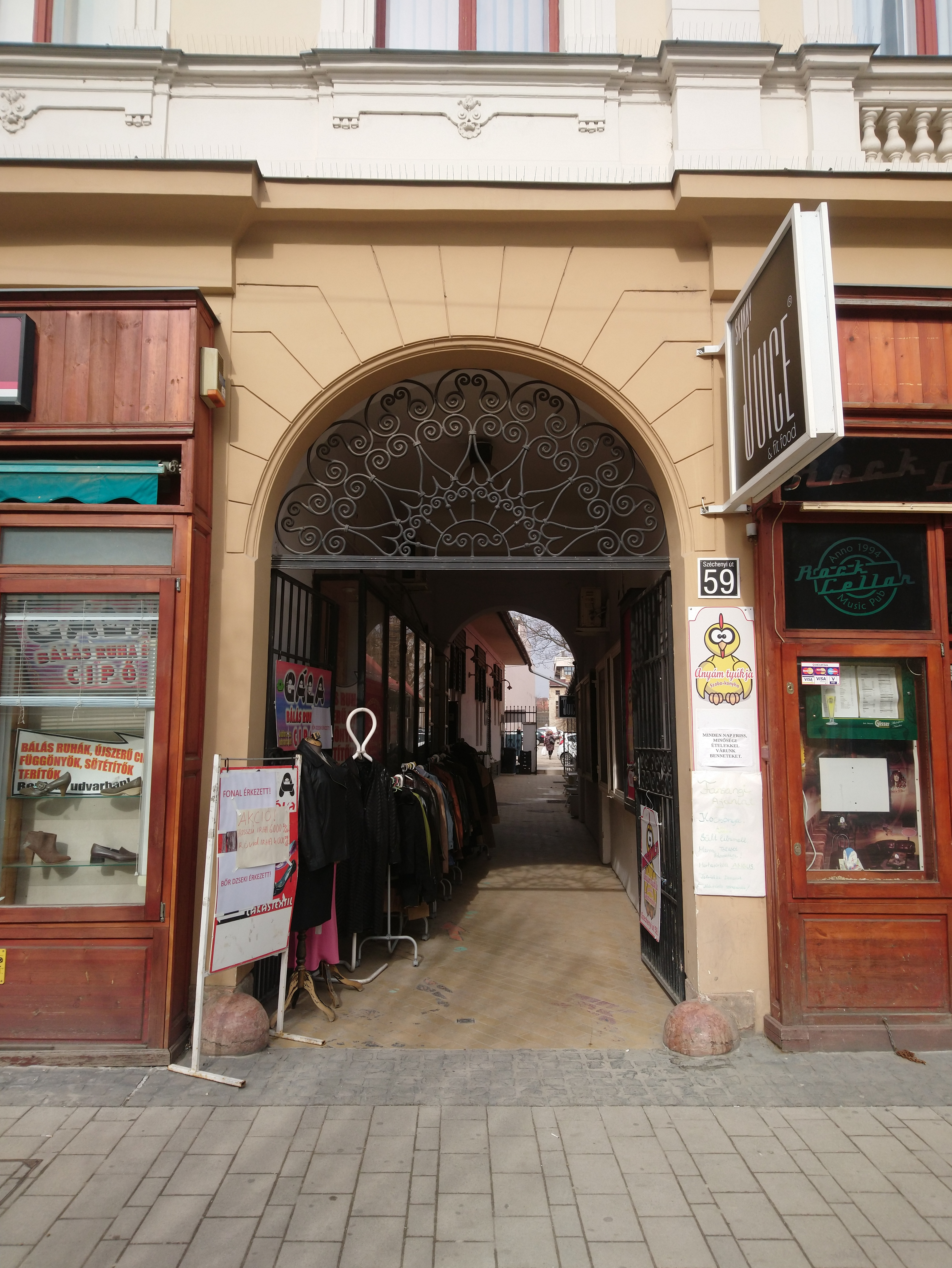
Az 59. szám kapubejárója
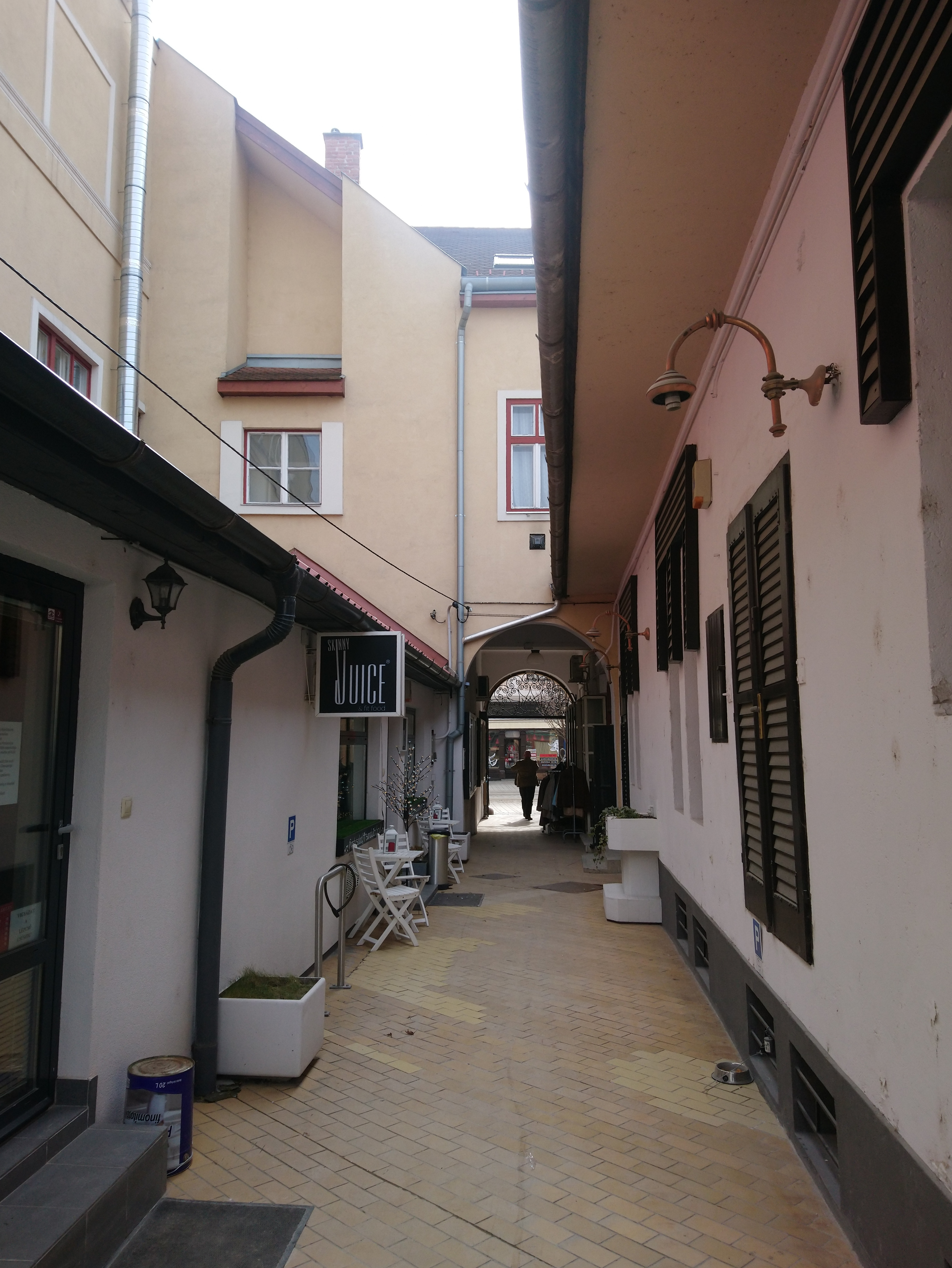
Az 59. szám alatt nyíló keskeny köz
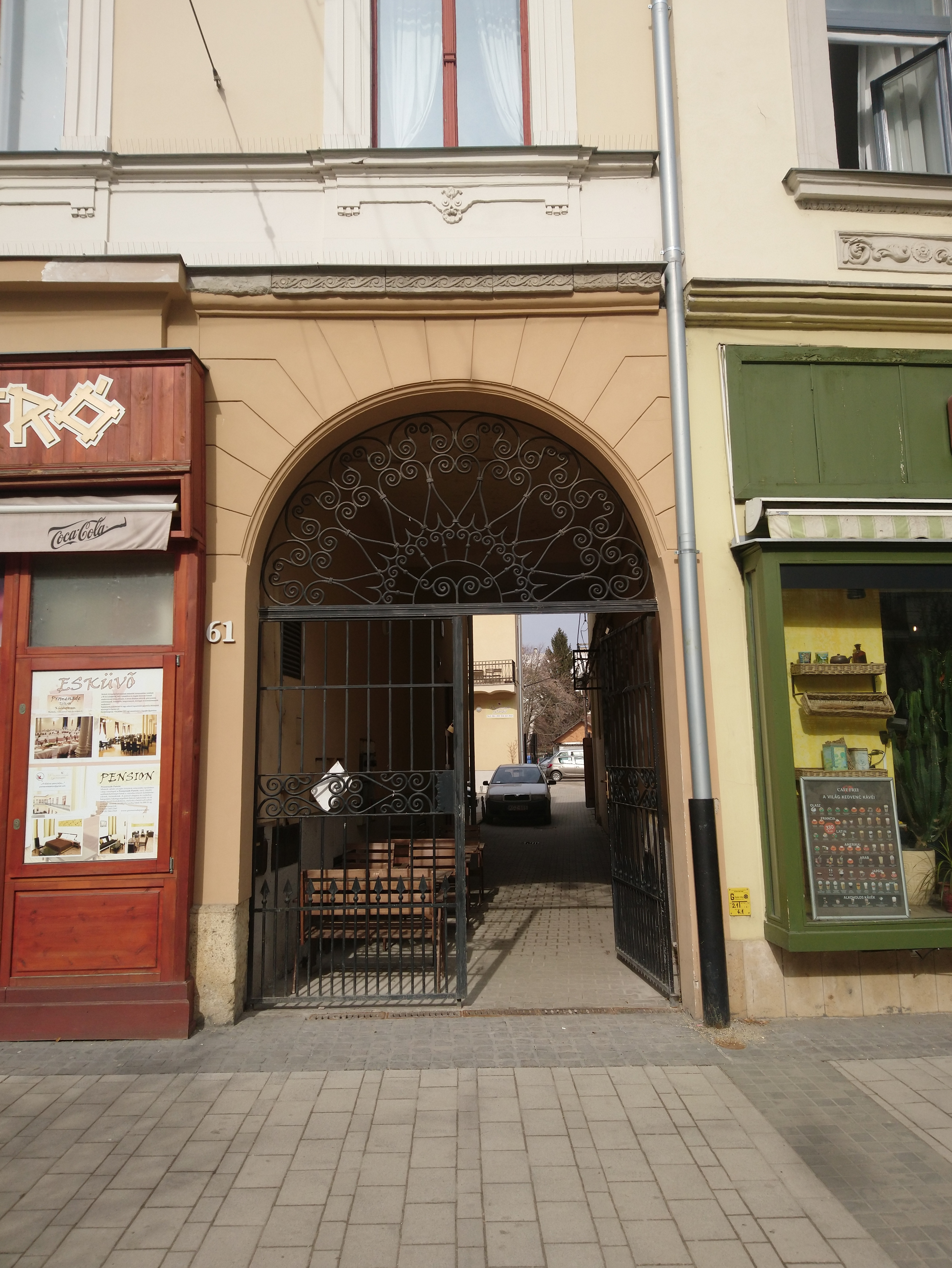
A 61. szám kapuja
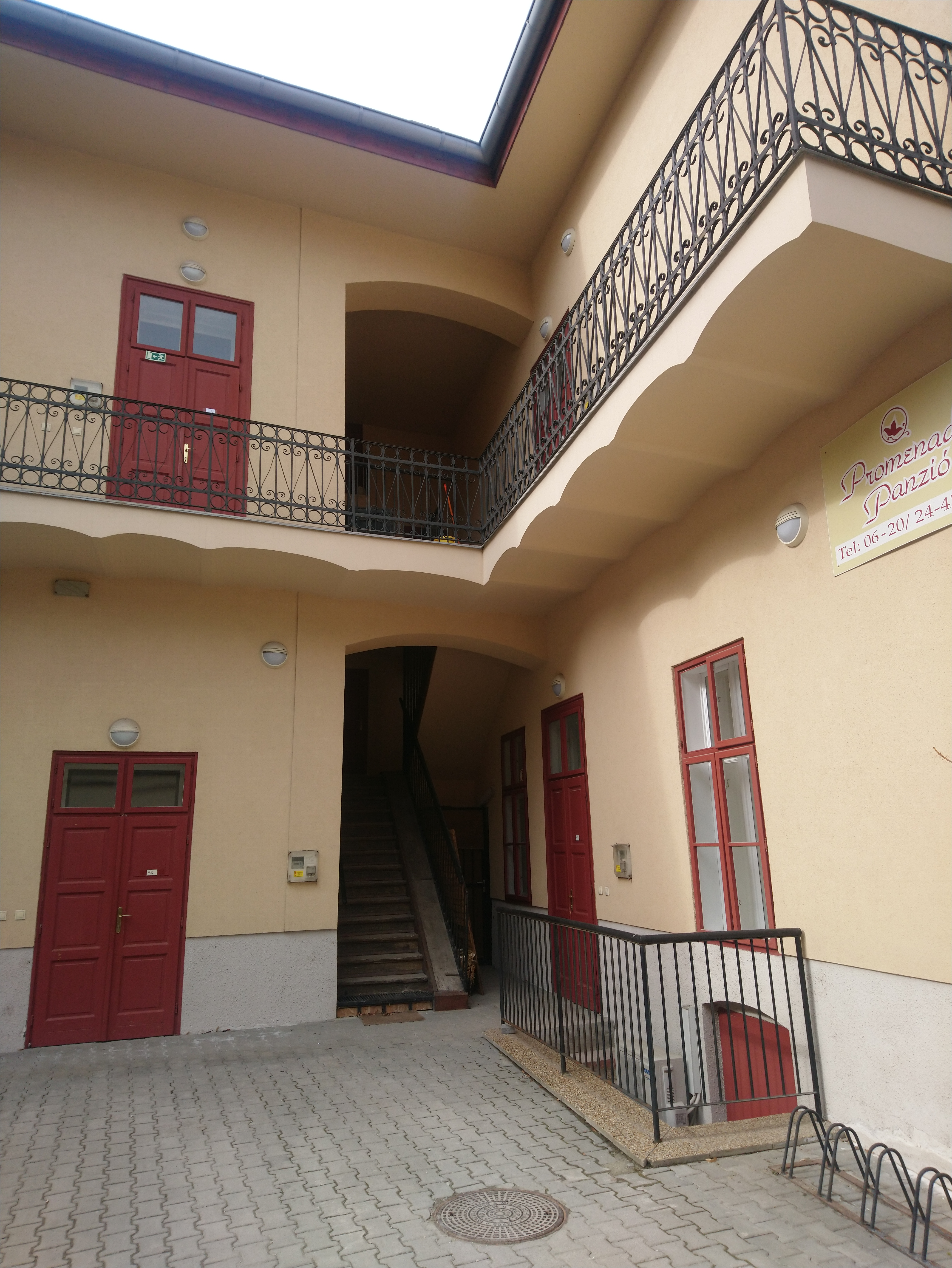
Lépcsőház
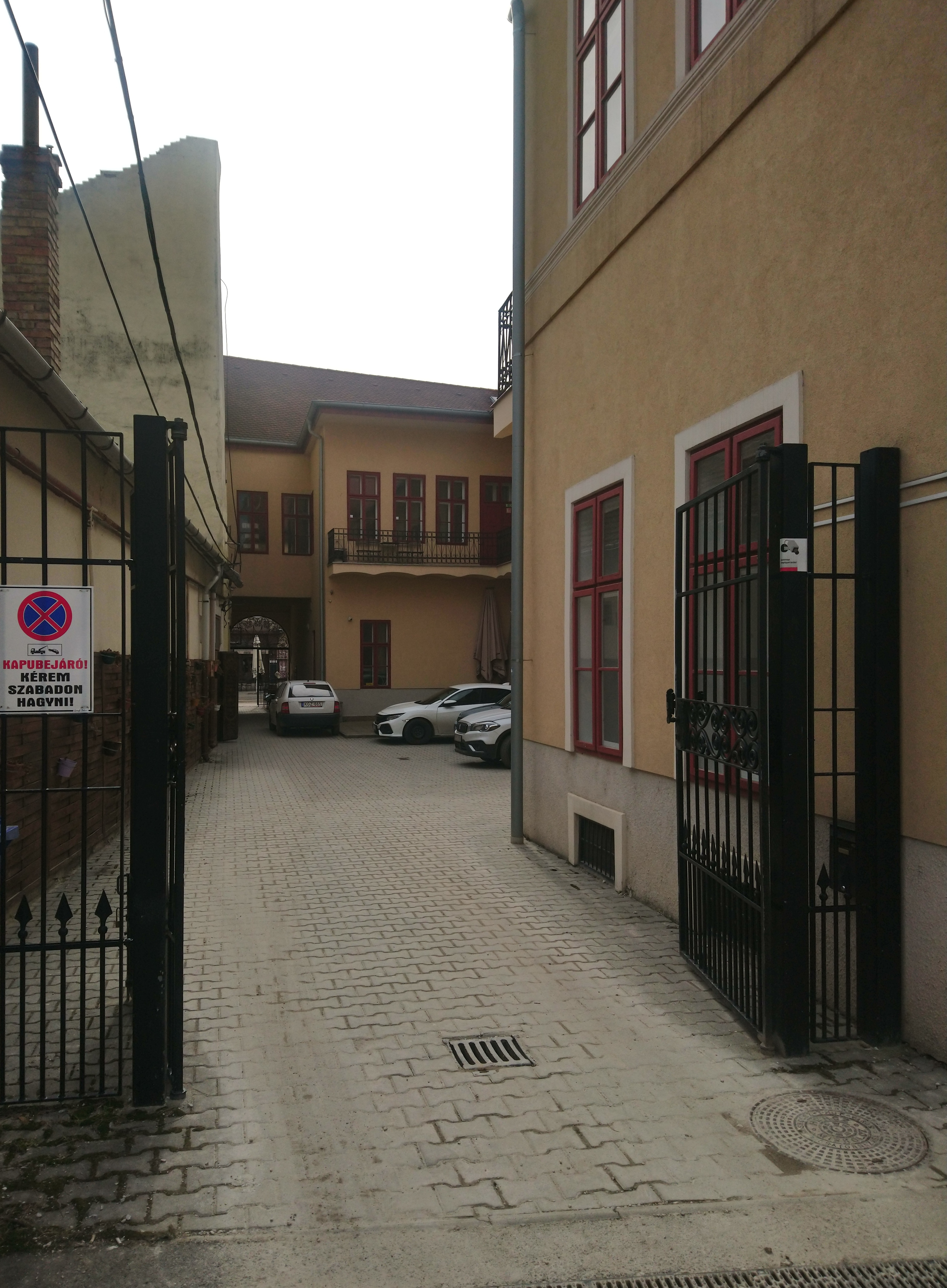
Az egyik északi kapu